# Mars 1941
Les événements concernant la Seconde Guerre mondiale sont détaillés dans l'article Mars 1941 (Seconde Guerre mondiale).

## Événements
- La Banque d'Angleterre ne dispose plus de réserve de devises.

- 1er mars :
  - Himmler visite Auschwitz et ordonne un agrandissement du camp ainsi que la construction d’un second camp à Birkenau.
  - La Bulgarie se range aux côtés du IIIe Reich. Des troupes allemandes traverseront dès le lendemain le territoire pour se diriger vers la Grèce.
  - l'Oasis de Koufra est définitivement prise par le Colonel Philippe Leclerc de Hauteclocque.

- 2 mars :
  - La douzième Armée allemande quitte la Roumanie pour la Bulgarie.
  - Le colonel Philippe Leclerc prête avec ses hommes le « serment de Koufra » :
« Jurez de ne déposer les armes que lorsque nos couleurs, nos belles couleurs, flotteront sur la cathédrale de Strasbourg. »

- 3 mars : ouverture du ghetto de Cracovie.
- 4 mars : débarquement de troupes britanniques en Grèce pour poursuivre les combats contre les Italiens.

- 7 mars :
  - 50 000 soldats britanniques, australiens et néo-zélandais atterrissent en Grèce pour soutenir le pays menacé par les Allemands.
  - La conquête de la Somalie italienne par les Britanniques est achevée. Dès le 23 mars, ils reprennent le contrôle de la Somalie britannique.
  - Premier vol du planeur de transport lourd Messerschmitt Me 321

- 9 mars : la douzième Armée allemande se positionne sur la frontière entre la Bulgarie et la Grèce.

- 10 - 11 mars : première utilisation opérationnelle du bombardier Handley Page Halifax lors d'un raid sur Le Havre.

- 11 mars : le président Franklin Delano Roosevelt signe la loi de prêt-bail autorisant le prêt et la location de matériel militaires aux « nations amies ».

- 14 mars - 9 avril : victoire chinoise sur le Japon à la Bataille de Shanggao.

- 15 mars : début de l'opération Savanna (échec le 5 avril).

- 16 mars : très violent raid aérien allemand sur Bristol.
- 20 mars: date limite pour entrer dans le Ghetto de Varsovie

- 24 mars : raid de la Royal Air Force sur Berlin.

- 25 mars : en Yougoslavie, le régent donne son accord à l’adhésion au pacte tripartite avec l’Allemagne, l’Italie et le Japon. La récompense doit être Salonique, une fois la Grèce démembrée.

- 26 mars : coup d'État en Serbie, renversant le gouvernement pro-allemand du régent, le prince Paul, et établissant le jeune roi Pierre II, hostile à l'Axe.

- 27 mars :
  - Belgrade : un putsch militaire anti-allemand, dirigé par le général Simovic, dénonce le pacte avec l'Axe, fait arrêter les ministres et exiler le régent Paul. Pierre II prend le pouvoir. Hitler décide l’invasion de la Yougoslavie et invite Horthy à se joindre à l’attaque.
  - En réponse Hitler donne une directive pour conquérir la Yougoslavie par une guerre éclair, en collaboration avec l’Italie, la Bulgarie et la Hongrie.

- 27 - 29 mars : bataille du cap Matapan. La victoire navale des Britanniques au sud du Péloponnèse met définitivement hors de combat la marine italienne.

- 29 mars : le gouvernement de Pétain à Vichy crée le Commissariat général aux questions juives, confié à Xavier Vallat.

- 30 mars :
  - Adolf Hitler déclare à ses généraux que la guerre à l'Est sera une guerre d'extermination.
  - Attaque aérienne sur Brest où sont notamment basés les croiseurs allemands Scharnhorst et Gneisenau.

- 31 mars : l'Afrika Korps commandé par Rommel commence l'offensive allemande en Afrique du Nord.

## Naissances
- 2 mars : Bonnie Brown, politicienne canadienne.
- 4 mars : Adrian Lyne, réalisateur et producteur britannique.
- 5 mars : Tarit Baran Topdar, homme politique indien.
- 6 mars : Peter Brötzmann, joueur de jazz allemand († 22 juin 2023).
- 8 mars : Wilfrid Fox Napier, cardinal sud-africain, archevêque de Durban.
- 9 mars : Jean-François Mattéi, philosophe français († 24 mars 2014).
- 14 mars : Wolfgang Petersen, réalisateur allemand († 12 août 2022).
- 15 mars : Mike Love, musicien des (Beach Boys).
- 16 mars : Bernardo Bertolucci, scénariste et réalisateur italien.
- 17 mars : Jacky Le Menn, homme politique français († 12 juillet 2025).
- 18 mars : Wilson Pickett, chanteur américain.
- 19 mars : 
  - David Tilson, homme politique ontarien.
  - Samuel Vestey (3e baron Vestey), pair britannique († 4 février 2021).
  - Florence Delay, universitaire, actrice, et écrivaine française († 1er juillet 2025).
- 21 mars : Dirk Frimout, astronaute belge.
- 22 mars : Bruno Ganz, acteur suisse de cinéma et de théâtre.
- 28 mars : Bernadette Després, dessinatrice de bande dessinée française († 19 novembre 2024).
- 29 mars : Renato Corsetti, espérantiste et linguiste italien († 1er février 2025).
- 30 mars : Wasim Sajjad, président du Pakistan.

## Décès
- 6 mars :
  - Paul Hymans, avocat et homme politique belge (° 23 mars 1865).
  - Eudaldo Serrano Recio, républicain espagnol, membre fondateur du PSOE (° 1er janvier 1903).
- 11 mars : Karl Joseph Schulte, cardinal allemand, archevêque de Cologne (° 14 septembre 1871).
- 15 mars : Alexi von Jawlensky, peintre russe (° 13 mars 1864).
- 28 mars : Virginia Woolf, écrivain britannique.